# БОВ М16 Милош
БОВ М16 Милош је вишенаменско оклопно борбено возило намењено извршавању различитих задатака како војних, специјалних и полицијских снага, има погон на сва четири точка 4x4. Развијено је у Југоимпорту СДПР, Велика Плана.

## Опис
У стандардној верзији борбеног возила посаду чини 8 чланова, од којих су четири члана смештена у задњем делу возила са могућношћу брзог искрцавања или укрцавања кроз задњу хидраулички покретану рампу или задња врата, док је за четири члана посаде у предњем делу обезбеђен улазак и излазак из возила кроз четвора класична бочна врата.
Уз своју масу од преко 14 тона, инсталиран је независтан систем ослањања који омогућава изразито висок ниво покретљивости у свим теренским и временским условима, опремљен је са пет пушкарница за потребе личног наоружања чланова, заштићене балистичким стаклима.
Точкови су опремљени гумама продужене мобилности са такозваним "run-flat" улошцима. Уколико дође до оштећења гума, могуће је кретање возила брзином до 50 km/h на ограниченим релацијама. Постоји и могућност централног управљања притиском у пнеуматицима. Точкови са алуминијумским наплацима од 20 инча дају возилу врло робустан изглед и доприносе покретљивости и проходности по тешким теренима.
Може бити командно возило, возило за патролне задатке, извиђачке задатке, за превоз и подршку јединица за специјалне операције, противгерилску и противтерористичку борбу, противоклопну борбу, контролу граница, контролу територија и друге специфичне задатке.

#### Опремљеност
Возило је опремљено системом за климатизацију, савременом комуникационом опремом, командно информационим системом као и камерама за ноћно осматрање и вожњу.

#### Варијанте
Могуће варијанте БОВ М16 Милоша су:
- Командно возило здружене тактичке групе,
- Возило за противоклопну борбу уз одговарајући против-оклопни систем,
- Артиљеријско извиђачко - командно возило, у које се интегрише артиљеријско електронски гониометар и други оптоелектронски системи за осматрање и управљање ватром,
- Возило за артиљеријске, здружене тактичке групе,
- Санитетско возило.

### Заштита-Оклоп
Оклопна заштита је модуларног типа а конструкцијом је омогућена брза замена оштећених плоча додатног оклопа у теренским условима и постизање различитог нивоа заштите комбиновањем балистичких плоча додатног оклопа у зависности од његове намене. Пушкарнице су заштићене балистичким стаклом што омогућава неометано осматрање свим члановима посаде у задњем делу.

#### Основна заштита
Оклопно тело које је израђено од панцирних челичних лимова и у основној верзији омогућава врло висок ниво балистичке заштите.
Основна верзија нивои:
- Предња страна  -  (Ниво 3 STANAG 4569)
- Остале стране  -  (Ниво 2  STANAG 4569)
- Заштита од мине - (Ниво 2а и 2b STANAG 4569)

Додатна заштита: НБХ заштита.

### Наоружање
Возило је намењено за извршавање низа тактичких задатака и у том циљу може бити опремљено различитим врстама наоружања и специјализоване опреме као што су:
- ДУБС (Даљински управљана борбена станица) способна за дејство дању и ноћу и наоружана са митраљезом калибра 12,7 mm,
- Оптоелектронски термовизијски, телевизијски и радарски системи за осматрање и контролу граница монтираним на телескопским стубовима различитих висина,
- Разни системи противоклопних вођених ракета великог домета,
- Бацачи граната,
- Разне врсте ручно управљаних оклопних турела наоружане митраљезима,
- Ракетни системи против-ваздушне одбране,

Такође је стандардно опремљен са 5 пушкарница, за различите врсте личног наоружања посаде као и са 6 бацача димних кутија, калибра 82 mm, смештених на крову возила.

## Корисници
- Србија — Жандармерија (Србија) — 2+ возила.
- Србија — Војска Србије —72. бригада за специјалне операције — 40+ возила[1].
- Кипар — 8 возила.
- Сенегал — Жандармерија  — 20 возила.